# Натюрморт (конфигурация клеточного автомата)
Натюрмо́рт — класс конфигураций в «Жизни» — созданной Конвеем модели клеточного автомата.

## Описание
В наиболее общей формулировке понятие «натюрморт» означает то же, что и «устойчивая фигура» — конфигурация «Жизни» или другого клеточного автомата, которая не изменяется в процессе эволюции. Иными словами, натюрморт является осциллятором периода 1.

## Терминология: натюрморты и псевдонатюрморты
Существует несколько близких по смыслу терминов, обозначающих не изменяющиеся в процессе эволюции конфигурации (конфигурации, являющиеся собственными родителями). Различия между ними связаны с ответом на следующие вопросы:
1. Считается ли натюрмортом конфигурация, состоящая из двух независимых натюрмортов (например, двух блоков на достаточно большом расстоянии друг от друга)?[4]
2. Считается ли натюрмортом конфигурация, состоящая из двух частей, любую из которых можно удалить так, что вторая часть продолжит существовать?

В существующих словарях и онлайн-энциклопедиях приводятся следующие определения:
- Устойчивый образец (англ. stable pattern) — объект, который является собственным родителем[1][2];
- Натюрморт (англ. still life, strict still life) — устойчивый объект, являющийся конечным и непустым, из которого нельзя выделить непустую устойчивую часть[7][8][9];
- Псевдонатюрморт (англ. pseudo still life) — устойчивый объект, не являющийся натюрмортом, в котором присутствует хотя бы одна мёртвая клетка, имеющая более трёх соседей всего, но меньше трёх соседей в каждом из содержащихся в объекте натюрмортов[7][10][11].

Точное определение «устойчивости» представляет интерес в контексте перечисления натюрмортов: например, согласно приведённым определениям, количество устойчивых конфигураций размера 8 (т.е. состоящих из 8 живых клеток) в «Жизни» бесконечно, так как пара блоков на любом расстоянии друг от друга является устойчивой; тем не менее, количество натюрмортов ограниченного размера считается конечным.
|  | Псевдонатюрморт в «Жизни». Удаление одного из островов не влияет на стабильность второго острова. |
|  | «Строгий» натюрморт. Стабильность каждого из островов зависит от наличия другого острова.         |

Известно число натюрмортов и псевдонатюрмортов размера не выше 24 клеток.
Задача определения типа устойчивой конфигурации (натюрморт, псевдонатюрморт) решается за полиномиальное время путём поиска циклов в связанном кососимметричном графе.

## Натюрморты в «Жизни»
В «Жизни» существует множество естественных натюрмортов.

### Простые примеры

#### Блок
Наиболее распространённый натюрморт — блок — конфигурация в форме квадрата 2 × 2. Два блока, размещённые в прямоугольнике 2 × 5, образуют би-блок — простейший псевдонатюрморт. Блоки используются в качестве составных частей во множестве сложных устройств, например, в планерном ружье Госпера.
|  |  |

#### Улей
Второй по распространённости натюрморт — улей (англ. hive, beehive). Ульи часто возникают четвёрками в конфигурации, называемой па́секой (англ. honey farm).
|  |  |

#### Каравай
Третий по распространённости натюрморт — каравай (англ. loaf). Караваи нередко появляются парами (англ. bi-loaf). В свою очередь, двойные караваи также появляются в парах, называемых пека́рнями (англ. bakery).
|  |  |  |

#### Ящики, баржи, лодки, корабли
Ящик (англ. tub) состоит из четырёх живых клеток в окрестности фон Неймана центральной мёртвой клетки. Добавление одной живой клетки по диагонали к центральной клетке превращает ящик в лодку (англ. boat), а добавление симметрично ещё одной клетки — в корабль (англ. ship). Естественное удлинение этих трёх конфигураций даёт баржу (англ. barge), длинную лодку (англ. long-boat) и длинный корабль (англ. long-ship) соответственно. Удлинение можно продолжать сколь угодно долго.
|  |
|  |
|  |

Из двух лодок можно составить ещё один натюрморт — лодочный бант (англ. boat tie), а из двух кораблей — корабельный бант (англ. ship tie).
|  |  |

#### Другие натюрморты

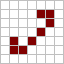
Каноэ
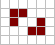
Авианосец
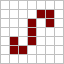
Знак интеграла
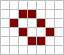
Манго / Сигара
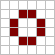
Пруд
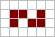
Змея

### Пожиратели и отражатели
Натюрморты можно использовать для модификации или разрушения других объектов. Пожиратель (англ. eater) способен уничтожить космический корабль и восстановиться после реакции. Отражатель (англ. reflector) вместо уничтожения космического корабля изменяет направление его полёта.
Отражатели и пожиратели не обязательно должны являться натюрмортами.

Пожиратели
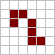
Рыболовный крючок / пожиратель-1
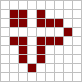
Пожиратель-2

### Максимальная плотность
Задача размещения в области n × n (псевдо-натюрморта) с максимальным числом клеток привлекала к себе внимание программистов как задача программирования в ограничениях.
При стремлении размера области к бесконечности живыми могут быть не более 50% клеток.
На конечных квадратных областях можно достичь больших плотностей. Так, максимальная плотность натюрморта в квадрате 8 × 8 равна 36/64 = 0.5625 — эту плотность обеспечивает образец, состоящий из девяти блоков Для квадратов до 20 × 20 известны оптимальные решения.

Натюрморты максимальной плотности в «Жизни»
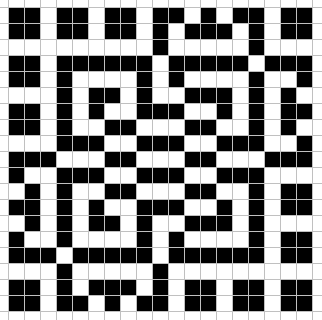
19x19
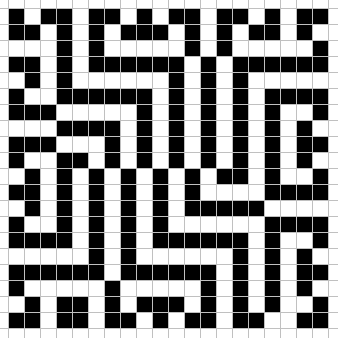
20x20

## Число натюрмортов
Число натюрмортов и псевдонатюрмортов в «Жизни» известно до размера в 24 клетки.
| Число живых клеток | Число натюрмортов | Примеры                                   |
| ------------------ | ----------------- | ----------------------------------------- |
| 1                  | 0                 |                                           |
| 2                  | 0                 |                                           |
| 3                  | 0                 |                                           |
| 4                  | 2                 | блок, ящик                                |
| 5                  | 1                 | лодка                                     |
| 6                  | 5                 | баржа, авианосец, улей, корабль, змея     |
| 7                  | 4                 | рыболовный крючок, каравай, длинная лодка |
| 8                  | 9                 | каноэ, манго, длинная баржа, пруд         |
| 9                  | 10                | знак интеграла                            |
| 10                 | 25                | лодочный бант                             |
| 11                 | 46                |                                           |
| 12                 | 121               | корабельный бант                          |
| 13                 | 240               |                                           |
| 14                 | 619               | двойной каравай                           |
| 15                 | 1353              |                                           |
| 16                 | 3286              |                                           |
| 17                 | 7773              |                                           |
| 18                 | 19044             |                                           |
| 19                 | 45759             | пожиратель 2                              |
| 20                 | 112243            |                                           |
| 21                 | 273188            |                                           |
| 22                 | 672172            |                                           |
| 23                 | 1646147           |                                           |
| 24                 | 4051711           |                                           |

## Сноски
1. ↑  Более строгие определения см. в разделе «Терминология».

## Внешние ссылки
- Николай Белюченко. Словарь Жизни. Архивировано 10 октября 2012 года.
- Stephen A. Silver. Life Lexicon. Архивировано 26 мая 2013 года.